# 美國南大西洋地區

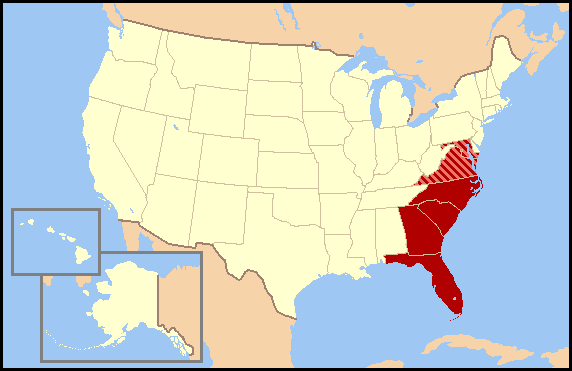
美國南大西洋地區的定義有多種說法。以實色表示的州份通常被視為南大西洋地區的一部份；塗上斜條的州份的全部或部分可能包括或不包括在內。

美國南大西洋地區（英語：South Atlantic States）是美國人口普查局所設的九個分區之一，包括了馬里蘭州、哥倫比亞特區、維吉尼亞州、南卡羅萊納州、北卡羅萊納州、喬治亞州和佛羅里達州、特拉華州和西維吉尼亞州。本區與中部東南小區和中部西南小區構成了南部地區。
在1991年出版的《美國說實話的這一天》（The Day America Told the Truth）一書中，本區構成了「新南方」—美國九個道德區域之一，南方其餘部分稱為「老南方」。西維吉尼亞州、維吉尼亞州、馬里蘭州部份地區和哥倫比亞特區則被劃入「大都會區」，而西維吉尼亞北部狹地就歸入「鐵鏽地帶」。